# Hieracium continuum
Hieracium continuum es una especie de planta con flor del género Hieracium, de la familia Asteraceae, orden Asterales.

## Distribución
Hieracium continuum se distribuye por Suecia.

## Taxonomía
Fue descrita científicamente por (Norrl. & H. Lindb. ex Zahn) Johanss. Fue publicada en Ark. Bot. 21A(15): 62 (1928).